# Orao krstaš
Orao krstaš ili Kraljevski orao (Aquila heliaca) je veliki orao iz porodice jastrebova (Accipitridae). Nekada je naseljavao široke predjele Euroazije, a danas je broj jedinki veoma smanjen i pod prijetnjom je izumiranja. 

## Opis
Orao krstaš je vrlo sličan surom orlu, no nešto je manji, duljine do 83 cm i raspona krila do 205 cm. Španjolski carski orao koji se može pronaći na Pirenejskom poluotoku nekada je smatran za istu vrstu, ali se danas poznaju značajne morfološke razlike između dviju ptica. Mužjaci i ženke su sličnog izgleda, samo su ženke malo krupnije. Boja perja im se mijenja sa starošću; mladunci imaju žutosmeđu boju i prošarani su tamnijim uzdužnim šarama, dok su glava i vrat odraslih jedinki žutosmeđe boje, a tijelo tamnosmeđe s karakterističnim bijelim naramenicama.

## Stanište
Glavna staništa su mu jugoistočna i središnja Europa, zapadna i središnja Azija. Orao krstaš naseljava uglavnom slabo pošumljene predjele (stepe, rijetke šume i polupustinje) do 1000 metara nadmorske visine. Za gnijezdo bira visoko usamljeno drvo s kojeg ima širok pregled terena. Nažalost, ovo je jedna od činjenica koja ga je učinila vrlo podložnim ljudskom ometanju staništa, pljačkanju ili uništavanju gnijezda.
Nekada je ova ptica bila simbolom Austro-Ugarske Monarhije, ali joj to nije pomoglo da izbjegne sudbinu gotovo potpunog nestanka u Europi. Danas ga zahvaljujući intenzivnim programima zaštite ima nešto više u Slovačkoj i Mađarskoj (ukupno oko 120-130 parova), kao i u Bugarskoj i Makedoniji gdje se gnijezdi između 80 i 100 parova. Procjenjuje se da u cijeloj Europi, do Urala, obitava od 850-1400 parova, a najveća populacija se nalazi u Rusiji (600-900 parova).
U očuvanom i slikovitom iločkom krajoliku jedino je stanište orla krstaša u Hrvatskoj. Gnjezdište se nalazi na rubu obronaka Fruške gore, gdje ona prelazi u stepske travnjake i gustiše. Na području Kopačkog rita rijetko se i neredovito pojavljuju pojedini primjerci orla krstaša i tada nerijetko dolazi do sukoba sa štekavcima.

## Razmnožavanje
Orao krstaš gradi velika gnijezda od grana na vrhovima drveća, a ponekad gnijezdo napravi i na električnim stupovima. Tijekom ožujka i travnja ženka liježe dva do tri jaja; od kojih prosječno preživljava 1,5 mladunac, što varira u ovisnosti o pristupu hrani. Tijekom inkubacije, koja traje 43 dana, na jajima naizmjenično leže i mužjak i ženka. Mladunci dugo ovise o roditeljima i zbog toga je prvih desetak dana ženka stalno prisutna u gnijezdu, dok mužjak lovi i donosi hranu, a kasnije ženka lovi zajedno s mužjakom. Nakon 65-77 dana od izlijeganja, mladunci polijeću, ali još nekoliko tjedana ostaju s roditeljima i spolnu zrelost dosežu s 5-6 godina starosti.

## Ishrana
Krstaš se uglavnom hrani malim sisavcima, pticama, glodavcima i gušterima, a ako nema drugog izbora i strvinama.

## Drugi projekti
|  | Zajednički poslužitelj ima još gradiva o temi orao krstaš |
|  | Wikivrste imaju podatke o taksonu orao krstaš             |